# نیروگاه بادی دریایی گانفلیت سندز
نیروگاه بادی دریایی گانفلیت سندز (انگلیسی: Gunfleet Sands Offshore Wind Farm) یک نیروگاه بادی با ظرفیت تولید برق ۱۷۲ مگاوات است که در قاصله تقریبی ۷ کیلومتر (۴٫۳ مایل) دور از ساحل کلکتون-آن-سی در پای‌رود تیمز شمالی قرار دارد.
در سال ۲۰۰۳/۴ با طرح‌ریزی نیروگاه بادی گانفلیت سندز ۱ با ظرفیت ۱۰۸ مگاوات موافقت شد؛ در سال ۲۰۰۶ شرکت دونگ انرژی (اورستد کنونی) این پروژه را در دست گرفت و یک درخواست برای دومین نیروگاه با ظرفیت ۶۴ مگاوات، تحت عنوان نیروگاه بادی گانفلیت سندز ۲ ارائه کرد که همجوار با نیروگاه اول قرار دارد و در سال ۲۰۰۸ با این طرح موافقت شد.